# Rosalie van der Hoek
Rosalie van der Hoek (født 16. december 1994) er en professionel tennisspiller fra Holland.